# Cnephasia minutula
Cnephasia minutula es una especie de polilla perteneciente al género Cnephasia, categorizada en la tribu Cnephasiini, de la subfamilia Tortricinae.

## Distribución
Se distribuye por Kazajistán.

## Taxonomía
Fue descrita por Kuznetzov & Falkovitsh en 1962 y publicada por primera vez en (Cnephasia), Trud. Inst. Zool. Alma Ata 18: 81.